# ターボ癌
ターボ癌（ターボがん、英語: Turbo cancer）は、科学的根拠のない反ワクチン派の風説であり、COVID-19ワクチン、特にmRNAワクチンを接種することによって、がんの進行が加速する現象を指す。ターボ癌は、医学用語ではなく、医学論文の検索データベース「PubMed」で検索しても、それに関する文献は見つからない。メモリアル・スローン・ケタリングがんセンターは、COVID-19ワクチンががんを引き起こすという主張を完全な「神話、作り話（Myth）」として否定している。

## 概要
2020年後半、COVID-19ワクチンが登場すると、反ワクチン派の医師やソーシャルメディアの有名人が、COVID-19ワクチンを接種した人は急速に進行するがんを発症しているという根拠のない考えを広め始めた。
この概念を裏付けるために集められた「証拠」は、単一の症例報告を誤って伝えたり、逸話に基づいて推測したりする傾向がある。デイビッド・ゴルスキーは、 「ターボ癌」を 「反ワクチン派が使ういつもの誤報テクニック：逸話を引用したり、根拠を欠いた生物学的メカニズムについて乱暴な憶測をしたり、因果関係と相関関係を混同したりすることで構成されている」 と説明した。

## 専門家・保健当局の見解
「ターボ癌」は、「COVID-19ワクチンは危険、接種するとがんになる」と怖がらせるために反ワクチン派が作った造語であり、がんや免疫の専門家も、がん生物学者も、それを現象として認識していない。この言葉は、動画やSNSで広められているが、その根拠となるデータは存在せず、臨床試験や管理された追跡調査データでも確認されていない。
これまでの正当な認識は、「COVID-19ワクチンががんを引き起こすという証拠はなく、接種により進行を早めるいわゆる『ターボがん』も存在しない」という意見で一致している。
大規模な研究により、治療によって免疫力が低下するがん患者は、COVID-19による重症化や死亡のリスクが高いことが示されており、保健当局は、がん患者にCOVID-19ワクチン接種を受けるよう勧めている。
- 日本癌治療学会、日本癌学会、日本臨床腫瘍学会（3学会合同作成）が発行したCOVID-19とがん診療についての資料には、「がん患者さんに特有な（COVID-19）ワクチンの副反応も報告されていません」と掲載されている[10]。卵巣がんによる死亡が増えるという誤情報に対し、日本産婦人科学会は「そのような統計的データはない」と注意喚起の文書を出している[11]。
- アメリカ国立がん研究所（NCI）は、「COVID-19ワクチンががんを引き起こしたり、再発を引き起こしたり、病気の進行につながるという情報はない。さらに、COVID-19ワクチンはあなたのDNAを変えることはない」と述べている[12]。
- アメリカがん協会（ACS）は、「COVID-19ワクチンががんを引き起こしたり、癌を増殖または再発させること示す情報はない」と述べている[13][4]。
- アメリカ疾病予防管理センター（CDC）は、「COVID-19ワクチン接種後に癌が発生する異常な、あるいは予期せぬパターンを検出していない」と、回答した[6]。CDCは引き続き、対象者全員がワクチン接種を受けるよう推奨している[6]。
- アメリカ食品医薬品局（FDA）は、「COVID-19ワクチンの接種後に報告された有害事象の広範なモニタリングでは、そのような癌に対する安全性のシグナルは示されていない」と述べている[6]。
- ファイザー社は、「継続的に実施されている安全性モニタリングシステムの一環として、COVID-19ワクチンと癌の因果関係を示唆する観察結果はありません」という声明を発表した[6][14]。

### 統計データなど
- COVID-19ワクチン接種を機に癌が急増したという事実はない[15][16]。
  - 50歳未満のがんが急増しているとしてSNS上で引用された44カ国のデータは、2000 - 2012年の調査であり、2020年末から実用化されたmRNAワクチンとは関係がない[15]。著者らは「食生活やライフスタイルの変化、検診プログラムによる早期発見など、多くの要因が、罹患率上昇に寄与している」と指摘している[15]。
  - アメリカの個々の州には、リアルタイムのがん罹患率や死亡数を追跡するサーベイランスシステムがあるが、COVID-19ワクチンが登場して以来、がん罹患率や死亡数に目立った増加は見られていない[17]。
  - 2022年度[18][19]および2023年1 - 6月の日本の人口動態統計において、癌による死亡者数は高齢化に伴い増加しているが、全死者推移と癌の死者推移について、COVID-19ワクチン接種期間での顕著な増加は見られない[4][20][21]。
- 多くの専門家たちは、コロナ禍のがん検診・病院の受診控えで早期発見が減り、進行してから発見される癌が増加する可能性を指摘している[1][8][4][22]。
- 2023年3月の論文によると、非接種者は後遺症（Long COVID）を残しやすく、後遺症がある場合はがん治療の中断につながり予後を悪化させる可能性がある[23]。そのため、ワクチン接種がコロナ罹患後のがん悪化リスクを減らす可能性が示されている[23]。

## 研究
- 2021年11月に発表された「ターボ癌」の根拠とされる「ワクチン接種後の急激に進行した癌」についての論文は、”Mostly False（大部分は誤り）”とファクトチェックされている[24][25]。この論文は、たった1人の高血圧や2型糖尿病の病歴がある患者の観察結果から推測したものである[25][26]。この患者は、接種後にステージIVと診断されたが、接種前に既にどれくらい進行していたかは不明であり、ワクチンとの因果関係は明らかになっていない[25][26]。
- 2022年5月に発表されたリンパ腫で死亡したマウスについての論文が、ターボ癌の存在を 「証明」していると主張されているが、これは真実ではない[9][27][28]。この論文は、ファイザーのCOVID-19ワクチンをマウス14匹に投与し、1匹が悪性リンパ腫で死亡したという症例報告であるが[9][29]、その後に行った70匹以上の接種では、リンパ腫を発症したマウスは1匹もおらず、著者はワクチンが原因で癌になったことを「証明」するものではないことを強調している[9][28][30]。論文に、「ターボ癌」に言及した記述はなく、SNS上で勝手に解釈されたことに対し、著者は反論記事を出している[6][29][30]。また、専門家からは、「この研究で使用されたタイプのマウスは、肉腫やリンパ腫を発症しやすい」「死亡したマウスは、ワクチン接種前から体重が激減しており、接種を受ける前にすでにがんであった可能性が高い」「マウスに投与されたワクチンは、直接血流に投与する静脈内投与であり、ワクチンの量は、体重を考慮すると、通常ヒトに投与される量の480倍から600倍の量である」などと指摘されている[9][27][28][31]。
- 2022年6月、反ワクチン科学者のステファニー・セネフ、ピーター・A・マッカローらの論文では、I型インターフェロンの抑制が免疫抑制をもたらし、がんの増殖を促進する可能性があると主張した[32]。この研究は、VAERS（ワクチン有害事象報告制度）からの逸話的な症例報告のみを証拠として、仮説的に考えられる疾病メカニズムを示唆しており、「立証責任を転嫁している」と批判されている[33]。

## デマによる混乱
「ターボ癌」という言葉は、少なくとも2020年秋から使われている。カナダのチャールズ・ホッフェや、アイダホ州のライアン・コール、スウェーデンのウテ・クルーゲなどがこの言葉を使用している。
- 2021年半ば、アイダホ州のライアン・コール医師は、COVID-19に関する誤情報を拡散している右翼団体「アメリカズ・フロントライン・ドクターズ」（AFLDS）が主催したイベントの講演で語って以来、何度もCOVID-19ワクチンが癌のリスクを高めると根拠もなく主張している[35]。コールは、AFLDSのメンバーの1人であり[36][35]、連邦政府がワクチンを「売り込む」ために、救命薬であるイベルメクチンを隠しているとも主張している[7]。コールは、がんを誤診して患者に不必要な子宮摘出手術を受けさせたことや[37][38]、ワクチンやマスクなどに関する誤った情報発信、イベルメクチンの処方をしたことにより、ワシントン州医師委員会から懲戒請求の声明が出されている[35][39][40]。2021年11月1日、自称 "スピリチュアル・ヒーラー "のLove TheGoddessが、「COVID-19ワクチンは、人々に癌やHIVを与えている」とフェイスブックに投稿し、広く拡散された[41]。Love TheGoddessは、証拠として、COVID-19に関する虚偽の主張を掲載している保守系ウェブサイト『WorldNetDaily[42]』の記事を引用した[41]。この記事は、ワクチン接種を受けた人は 「免疫損傷により子宮内膜癌の発生率が20倍に増加した[43][37]」とするコールの話を報じている[41]。
- 「ワールドカウンシルフォーヘルス（WCH）」は、「ワクチンが遺伝子を汚染し、発癌性がある」と主張しているが[44][45]、この団体はCOVID-19ワクチンに関する誤った情報を広め、イベルメクチンなどの誤ったCOVID-19治療を宣伝することに専念している偽医療団体である[46][47][48]。
- 2022年11月、COVID-19の誤報を広めたとして2022年にフェイスブックから追放された反ワクチン団体「Children's Health Defense」が、ターボ癌に関する動画を公開した[2][8]。ブリティッシュ・コロンビア医師外科学会（CPSBC）は、ワクチン接種に関する不正確な発言を含む不正行為でこの動画に出演した家庭医、チャールズ・ホッフェを召喚し、2023年2月に公聴会を開催した[2][8]。
- 2022年12月、日本において、ワクチン接種後に娘がターボ癌にかかったとしてTwitterで寄付を募る投稿が批判を集め、アカウントを削除する騒動があった[49][50]。同12月8日には「ターボ癌」がTwitterトレンド入りした[49][50]。
- 有名人の訃報が報じられる度に、SNS上で「COVID-19ワクチンを接種したことによって、ターボ癌で死亡した」と主張する投稿が行われている[51]。2023年11月7日にX JAPANのHEATHが癌で死去したというニュースが流れた際も、ターボ癌と結びつける投稿が大量に行われた[51][50]。
- ターボ癌に関する投稿に対し、X（旧Twitter）おいて、「科学的根拠がありません」というコミュニティノートが複数追加されている[51]。